# 厄門塞

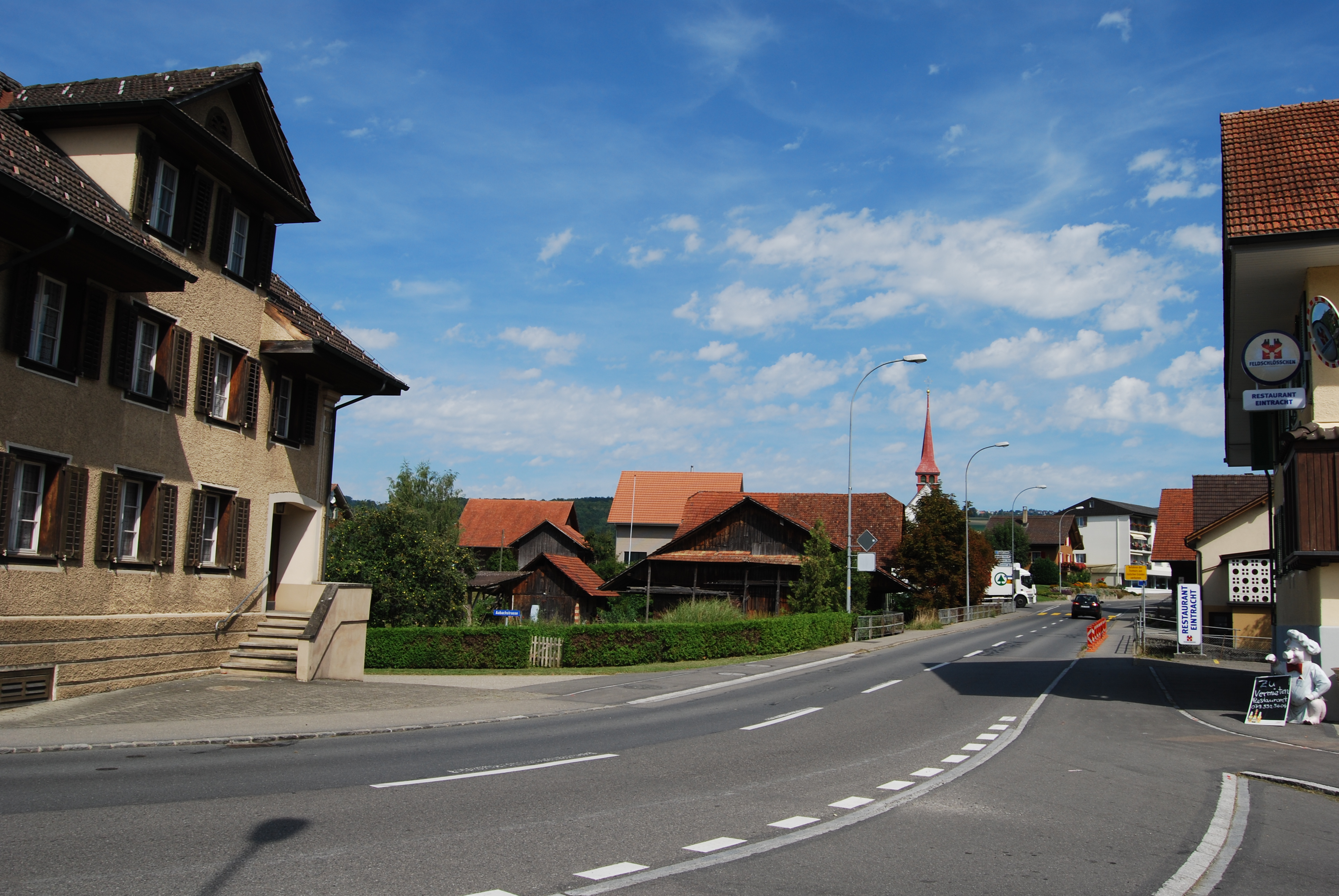

厄門塞是瑞士的城鎮，位於該國中部，由琉森州負責管轄，面積5.67平方公里，六成土地是農業用地，海拔高度462米，2011年人口867，人口密度每平方公里153人。